# Маршрут трамвая № 1 (Ижевск)

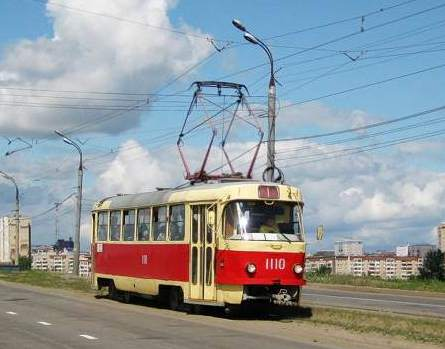
Маршрут трамвая № 1 по путепроводу через воткинскую линию; подъезжает к остановке «Трамвайное депо».

Маршрут трамвая № 1 — самый первый маршрут ижевского трамвая. Проходит от Городка Металлургов до Московской улицы. Маршрут обслуживает ижевское трамвайное депо № 1.

## История маршрута
Маршрут открыт 18 ноября 1935 года по улице Карла Маркса от Вятского переулка (ныне улица Кирова) до Воткинской линии протяжённостью 4,9 км. Спустя год маршрут был продлен с обоих концов — от Воткинской линии до Казанского вокзала (район современной остановки «Хозяйственная база»), а от остановки Магазин «Океан» до Парка им. Кирова. В результате протяжённость маршрута увеличилась до 6,4 км. Количество обслуживающих маршрут трамваев составляло 6 единиц.
В 1938 году было перевезено 9666 тыс. человек, хотя маршрут до 1939 года был разорван веткой железной дороги (где пассажиры вынуждены были пересаживаться на отдельный вагон), не было и отдельного ремонтного депо — вагоны ремонтировали прямо на главных путях. Движение же было однопутным с разъездами, причем телефонная связь отсутствовала и поломка одного вагона приводила к остановке всего движения.
Современный облик маршрут приобрёл в 1957 и 1958 годах, когда пути проложили по улице Гагарина до улицы Московской и в микрорайон Металлург до современной остановки Кинотеатр «Аврора».